# Língua bajaw
Bajaw (ou Bajau) é a língua do povo de mesmo nome, amplamente conhecido como os 'ciganos do mar' do sudeste Asiático marítimo. Existem diferenças entre as variedades da língua no oeste de Sabah, Mapun (anteriormente Cagayan de Tawi-Tawi / Sulu) no sul das Filipinas, no leste de Sabá e através de Celebes para  Molucas.

## Geografia
Bajau Indonésio é distribuído nos seguintes locais de Sabá), Malásia (Ethnologue).
- espalhado ao longo da costa oeste do distrito de Papar ao distrito de Kudat, principalmente nas cidades de Tuaran e Kota Belud
- Aldeia de Telutu, distrito de Banggi, Kudat
- Pitas ao longo da costa oeste e aldeias Mengkubau Laut, Mengkapon, Dalima', Mapan-Mapan, Pantai Laut, Layag-Layag, Mausar, Jambangan, Sibayan Laut e Kanibungan

Bajau Indonésio é amplamente distribuído nas Celebes e Sonda Oriental. Também está localizado em toda a província de Molucas Setentrionais nas Ilhas  Bacan, Ilhas Obi, Kayoa e Ilhas Sula, localizadas a sudoeste de Halmaera (Ethnologue).
Mapun é falado na ilha de Cagayan de Sul, (Mapun), Tawi-Tawi, Filipinas.

## População
Ethnologue lista as seguintes estatísticas populacionais para Bajau.
- Bajau Indonésio : 55 mil em Sabá, Malásia] (2000 SIL)
- Bajau Indonésio: 150 mil na Indonésia (Mead  2007)
  - 5 mil ou mais em Molucas Norte (Grimes 1982)
  - 8 mil a 10 mil em Celebes Sul (Grimes e Grimes 1987)
  - 7 mil em Celebes Norte e Gorontalo
  - 36 mil em Central Celebes
  - 40 mil em Sudeste Celebes (Mead 2007)
  - vários milhares em Nusa Tenggara (Wurm e Hattori 1981, Verheijen 1986)
- Mapun: 43 mil nas Filipinas; 15 mil pessoas Mapun em Sabá, Malásia (2011 SIL)
  - 20 mil na ilha Mapun
  - 5 mil a 10 mil pessoas Mapun em Palawan

## Dialetos
Ethnologue
- - Kota Belud: Kota Belud, 60 km ao norte de Kota Kinabalu
  - Arredores]]
  - Explain:  Explain, Malaysia|Show , 50 km ao sul de  Kota Kinabalu
  - Banggi:  Banggi  Ilha, ao norte de  Kudat  ao norte de  Sabah
  -  Sandakan 
  -  Pitas, Malásia|Pitas 
  - Kawang:  Kawang , 40 km ao sul de  Kota Kinabalu
- Bajau indonésio
  - Jampea
  - Same
  - Matalang
  - Sulamu: Sulamu,  Kupang Regency|Kupang  Baía, sul de  Timor . 400 falantes.
  - Kajoa:  Kajoa  Ilha, 80 km ao sul de  Ternate  na costa oeste de  Halmahera
  - Pao:  Ilha de Roti , a sudoeste de Timor. Menos de 200 falantes.
  - Jaya Bakti: Jaya Bakti,  Banggai , central   Celebes . 3 mil falantes.
  - Poso: Polônia,  Poso Regency , na costa sudeste do Golfo de Poso, Central  Celebes
  - Togian 1: Pulaw Enaw, ao largo da costa sul de  Togian  Ilha,  Golfo de Tomini ,  Celebes
  - Togian 2:  Ilhas Togian , Golfo de Tomini,  Celebes
  - Wlace: localização exata desconhecida, provavelmente central  Molucas . 117 palavras coletadas por  Alfred Russel Wallace  por volta de 1860.

Juntos, Bajau Costa Oeste, Bajau Indonésia e Mapun formam uma filial doa Bajaw Costa de Borneu em Ethnologue.

## Escrita
A forma do alfabeto latino usada pela língua não apresentas as letras C, F, H, Q, V, X, Z. usam-se as formas Ng, Ny.

## Fonologia
A seguir estão os sons de Bajaw da costa oeste 
| colspan="2" |           | Labial | Alveolar | Palatal | Velar | Glotal |
| Nasal       | Nasal     | m      | n        | ɲ       | ŋ     |        |
| Plosiva     | surda     | p      | t        |         | k     | ʔ      |
| Plosiva     | sonora    | b      | d        | dʒ      | ɡ     |        |
| Fricativa   | Fricativa |        | s        |         |       |        |
| Rótica      | Rótica    |        | r        |         |       |        |
| Lateral     | Lateral   |        | l        |         |       |        |
| Semivogal   | Semivogal | w      |          | j       |       |        |

- Os sons de parada / p t k / quando na posição final da palavra são ouvidos como não liberados [p̚ t̚ k̚], como é o caso com os sons de parada sonora / b d ɡ / as [b̚ d̚ ɡ̚].
- / l / pode ser ouvido como um retroflexo lateral [ɭ] na posição final da palavra.
- / r / pode ser ouvido como um flap [ɾ] quando em posição intervocálica.

|              | Anterior | Central | Posterior |
| ------------ | -------- | ------- | --------- |
| Fechada      | i        |         | u         |
| Meio fechada | e        |         | o         |
| Medial       |          | ə       |           |
| Aberta       |          | a       |           |

Sons de vogais / i u e / são ouvidos como [ɪ ʊ ɛ] em sílabas fechadas.